# デンバー軌道

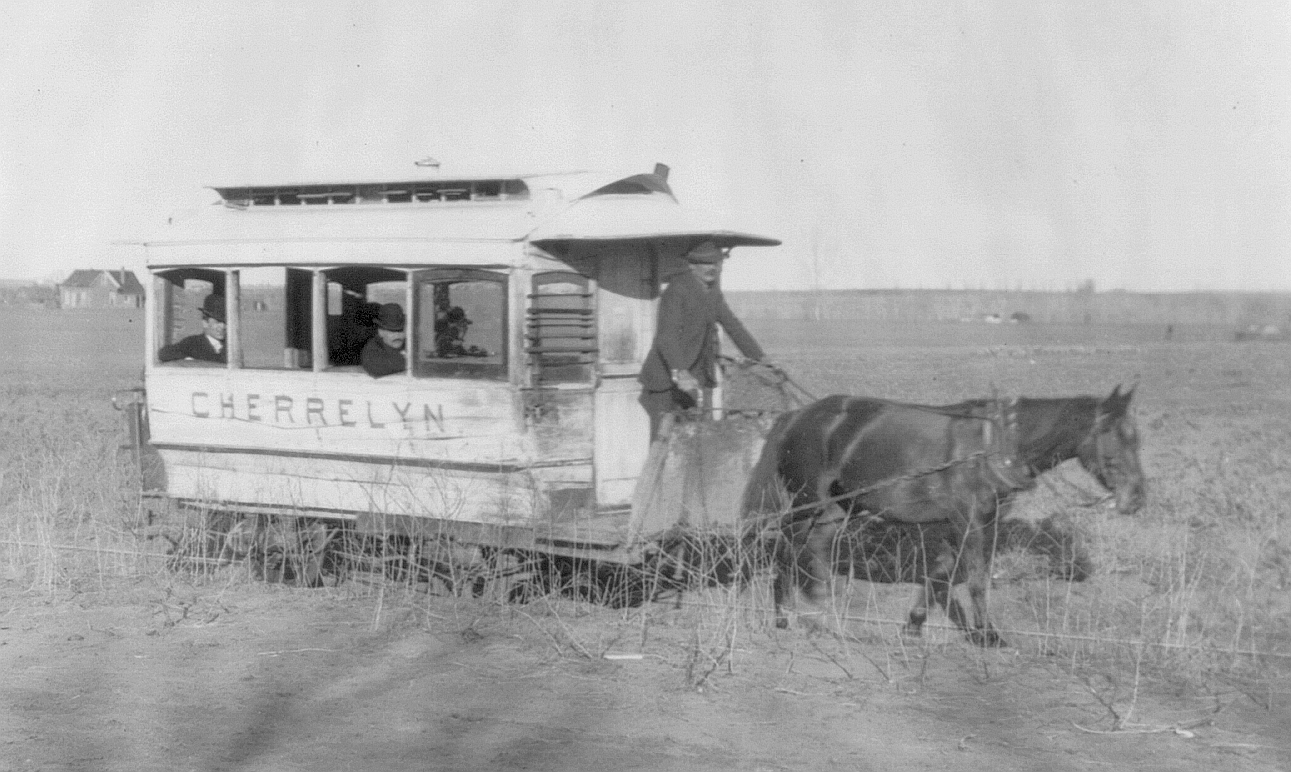
デンバー馬車鉄道

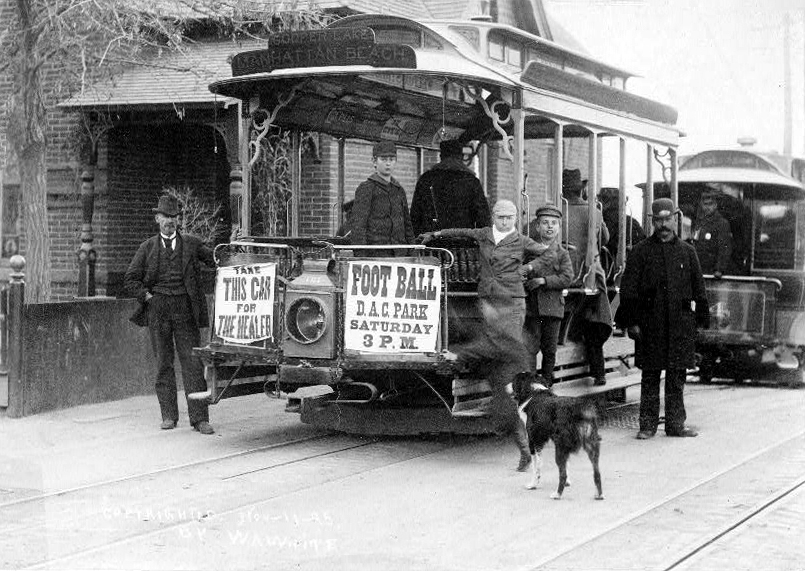
1895年のデンバーケーブルカー

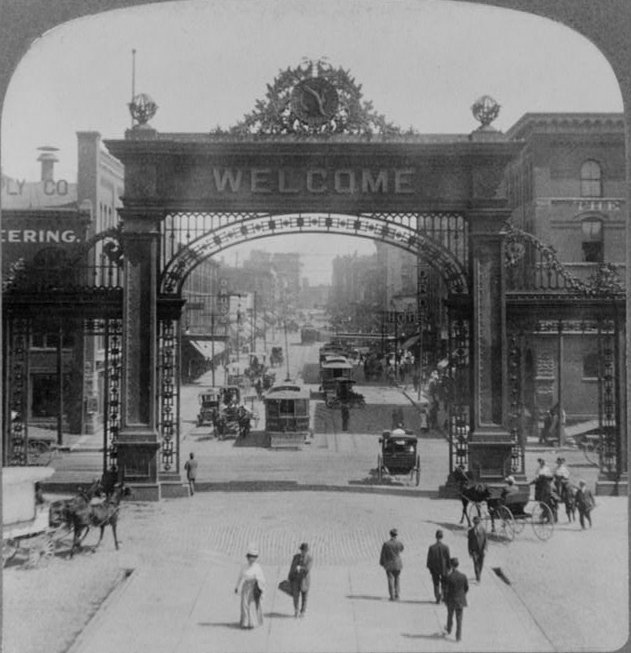
1910年のデンバー市街（ゲート内に路面電車が見える）

デンバー軌道 (Denver Tramway) はアメリカ合衆国、コロラド州デンバー市街で1974年までバス運行を行っていた交通事業者。当初、馬車鉄道事業を行っていたためにこの名称がつけられた。

## 概要
デンバー軌道が設立されたのは1899年で、当初はデンバー市街軌道 (Denver City Tramway) を名乗っていた（1914年改称）。この会社はデンバー市街鉄道（1872年設立）とデンバー・エレクトリック・アンド・ケーブル（1888年設立）が合併して成立したもので、デンバー市街鉄道のほうは1871年に開業した最初の馬車鉄道を引き継いだ会社である。デンバー・エレクトリック・アンド・ケーブルはケーブルカーの運行を行っていた。
1890年に、スプレーグの架線集電式の路面電車を導入し、1900年には電車化が完了した。この時期に、郊外のいくつかのインターアーバン路線も自社の傘下に置いている。路面電車の全盛期には250kmの路線で250両の車両が運行されていたが、1950年の運行廃止時には64両まで減少していた。1940年にはじめられたトロリーバスの運行も1950年に廃止されている。軌道は廃止されたものの、1974年、公共企業体のリージョナル・トランスポーテーション・ディストリクト（地域交通局）に営業権や車両が譲渡されるまで、軌道の名を冠した社名のもとでバス運行が続けられた。
この会社は、アメリカの路面電車事業者ではめったに用いられない「軌道 (tramway)」という文字を社名に冠していることと、軌間1067mm（狭軌、いわゆる三六軌間）を採用していた点でユニークな存在であった。この線路幅は、日本やニュージーランドなどでは標準的であるものの、アメリカ合衆国内では他にサンフランシスコのケーブルカーやロサンゼルスの路面電車（ロサンゼルス鉄道）でしか用いられなかった珍しいものである。デンバーは標準軌の鉄道路線とロッキー山脈に向かうナローゲージの鉄道路線の結節点であったが、それらのナローゲージ路線の軌間 (914mm) とも異なる。アメリカの市街鉄道では、市街への貨車乗り入れを防ぐために都市間幹線鉄道とは異なる軌間を採用することが多く、その影響を受けたものと考えられるが、1067mmという軌間を採用した経緯の詳細は不明である。